# Jean-Louis Duport
Jean-Louis Duport, zwany le jeune lub le cadet (ur. 4 października 1749 w Paryżu, zm. 7 września 1819 tamże) – francuski kompozytor i wiolonczelista. Brat Jeana-Pierre’a.

## Życiorys
Gry na wiolonczeli uczył się od brata. Debiutował w 1768 roku w Concert Spirituel. W 1782 roku spotkał się z przebywającym w Paryżu Giovannim Battistą Viottim, z którym wystąpił razem przed królową Marią Antoniną. Po wybuchu rewolucji francuskiej dołączył do przebywającego w Berlinie brata. W latach 1808–1812 przebywał w Marsylii na dworze zdetronizowanego króla Hiszpanii Karola IV. W 1812 roku wrócił do Paryża, gdzie został członkiem nadwornej kapeli Napoleona. W latach 1813–1815 wykładał w Konserwatorium Paryskim. Po 1815 roku działał na dworze Ludwika XVIII.
Skomponował m.in. 6 koncertów na wiolonczelę, sonaty i duety wiolonczelowe, 9 nokturnów na harfę i wiolonczelę. Opublikował pracę Essai sur le doigté du violoncelle et la conduite de l’archet, w której sformułował podstawy nowoczesnej gry na wiolonczeli i zamieścił przykłady ćwiczeń technicznych.